# Контроль
Контро́ль (через нем. Kontrolle, от фр. contrôle, от *contrerôle — «список, ведущийся в двух экземплярах», от лат. contra — «против» и rotulus — «свиток») — одна из основных функций системы управления. Контроль осуществляют на основе наблюдения за поведением управляемой системы с целью обеспечения оптимального функционирования последней (измерение достигнутых результатов и соотнесение их с ожидаемыми результатами). На основе данных контроля осуществляют адаптацию системы, то есть принятие оптимизирующих управленческих решений.

## Контроль всистемном анализе

### Цели контроля
Под контролем понимается система наблюдения и проверки процесса функционирования и фактического состояния управляемого объекта, реализуемая со следующими целями:
1. Оценка обоснованности и эффективности принятых управленческих решений.
2. Оценка результатов реализации этих решений.
3. Выявление отклонений в функционировании объекта:
  - от принятых решений,
  - от установленных правил и норм.
4. Разработка мер по преодолению выявленных отклонений.
5. Разработка мер по корректировке управленческих процессов с целью профилактики деструктивных отклонений.
6. Устранение препятствий для оптимального функционирования объекта.

Таким образом, контроль является процессом, обеспечивающим достижение системой поставленных целей путём сравнения фактического состояния системы с желаемым.

### Элементы контроля
Контроль (как и любая стадия управления) характеризуется следующими элементами:
1. субъект контроля — тот, кто осуществляет контроль,
2. субъект принятия решений по результатам контроля,
3. объект контроля — то, что подлежит контролю,
4. предмет контроля — набор вопросов и критериев, согласно которым организуется контроль,
5. цель контроля,
6. задачи контроля,
7. принципы контроля,
8. методы контроля,
9. технология контроля,
10. процесс контроля.

### Важные аспекты контроля
Для понимания сущности контроля необходимо выделить ряд аспектов:
- Контроль — один из процессов, обеспечивающий достижение системой поставленных целей. Для того, чтобы контрольные процессы могли реализоваться, необходимо, чтобы в системе были организованы также следующие управленческие процессы (элементы управления)[3]:
  - установление стандартов деятельности системы, подлежащих проверке;
  - корректировка управленческих процессов, если достигнутые результаты существенно отличаются от установленных стандартов.
- Контроль направлен на недопущение разрастания проблемы (отклонения фактического состояния системы (объекта) от заданного).
- Важнейшей составляющей контроля является обратная связь.
- Контроль не должен быть чрезмерным, так как несущественные отклонения фактического состояния объекта (управляемой системы) от заданного, вызывающие срабатывание контрольных механизмов, делают эту систему неэкономичной. Также важно учесть, что чрезмерный контроль может переориентировать элементы управляемой системы с достижения поставленных целей на удовлетворение требований контроля.

## Контроль вуправленческой деятельности организаций

### Виды контроля
Контроль необходим везде, где существует система, предназначенная для выполнения определённых задач и достижения определённых целей. Управленческий контроль (то есть контроль в деятельности организаций) может осуществляться по множеству различных направлений:
- технический контроль,
- энергетический контроль,
- экологический контроль
- санитарный контроль,
- финансовый контроль и т. д.

### Необходимость контроля
Обоснование необходимости контроля в управленческой деятельности:
1. Исчезает неопределённость : никакое планирование, даже самое тщательное, не может учесть всех возможных осложнений и обстоятельств. Мероприятия контроля выявляют их и дают возможность корректировать программу действий.
2. Появляется возможность предотвращения кризисов : никакая организация функционирования объекта не страхует от ряда мелких ошибок и упущений. Если их вовремя не исправлять, их количество может превысить некую «критическую массу». Мероприятия контроля позволяют выявить и исправить их, не дожидаясь кризиса.
3. Выявляются не только деструктивные, но и конструктивные явления : контроль позволяет выявить эффективные решения, определить перспективные направления деятельности.

### Функции контроля
1. Выявление отклонений от требований нормативных актов различных уровней.
2. Анализ причин отклонений (в том числе, кадровых).
3. Коррекция, то есть разработка предложений по устранению выявленных нарушений.
4. Профилактика, то есть разработка мер по недопущению таких нарушений в дальнейшем.
5. Правоохрана, то есть привлечение к ответственности лиц, допустивших нарушения.

### Принципы контроля
1. Принцип соответствия : Содержание, цели и задачи контроля должны соответствовать :
  - задачам проверяемого объекта,
  - задачам контролирующего органа.
2. Принцип системности : При проведении контроля должны рассматриваться полностью все аспекты деятельности объекта во взаимосвязи.
3. Принцип всеобщности : Всякая социальная либо экономическая деятельность, совершаемая в государстве, должна быть подвержена системному и комплексному контролю с точки зрения :
  - законности.
  - целесообразности.
  - эффективности.
4. Принцип непрерывности : Все объекты контроля должны подлежать постоянному наблюдению. Мероприятия контроля должны осуществляться последовательно и регулярно. Необходим также контроль действий, предпринимаемых объектом контроля по устранению ранее выявленных нарушений.
5. Принцип объективности : Оценка деятельности объекта контроля и её результатов осуществляется только на основании соответствия проверенных фактов с требованиями законодательных и иных нормативных актов, регулирующих проверяемую деятельность.
6. Принцип независимости : Недопустимость положения, при котором субъект контроля при осуществлении контрольных мероприятий руководствуется какими-либо соображениями, кроме компетентного и добросовестного выполнения задач контроля. Запрет на какое бы то ни было силовое, материально или моральное воздействие на субъект контроля.
7. Принцип гласности (вытекает из принципа соответствия) : Результаты контроля должны быть обязательно доведены:
  - до объекта контроля,
  - до субъекта принятия решений по результатам контроля.
8. Принцип эффективности : Результаты контроля должны обеспечивать :
  - полноту выявления отклонений (фактического состояния от требуемого),
  - своевременность выявления таких отклонений,
  - установление причин отклонений,
  - установление виновных лиц,
  - помощь в разработке профилактических мер.
9. Принцип научности : Контроль осуществляется путём применения научно обоснованных методов и приёмов.
10. Принцип плановости : Контроль должен осуществляться планово:
  - планируются мероприятия контроля определённого субъекта (контролирующего органа) на период времени,
  - планируется набор определённых контрольных действий в рамках мероприятия контроля,
  - контрольным действиям должно предшествовать предварительное изучение объекта контроля для достижения понимания его деятельности.
11. Принцип законности : Осуществление контроля в соответствии с законодательством; обеспечение охраны законных интересов как государства и общества в целом, так граждан и юридических лиц.
12. Принцип ответственности : Нормативно предусмотренная ответственность субъекта контроля:
  - за соблюдение в процессе контроля законов и правовых актов,
  - за достоверность результатов контроля (так как на их основании принимаются решения, включая правовые).

### Классификация контроля
Классификацию видов контроля можно производить по следующим основаниям:
- по степени вовлечённости носителя контроля в процесс контроля, определения и реализации контролируемых результатов;
  - собственно контроль — это деятельность, которая осуществляется непосредственно или косвенно зависящими от процесса лицами,
  - проверка (ревизия, аудит) — это деятельность по контролю, которая осуществляется лицами, ни прямо, ни косвенно не зависящими от оцениваемого процесса, результата.
- по принадлежности к предприятию носителя контроля;
  - внутренний контроль,
  - внешний контроль.
- по обязательности контроля;
  - добровольный контроль,
  - контроль согласно уставу,
  - договорный контроль,
  - контроль согласно законодательству.
- по объекту контроля;
  - контроль за объектом,
  - контроль за решением,
  - контроль за результатами.
- по регулярности;
  - регулярный контроль,
  - нерегулярный контроль,
  - специальные проверки.
- по объёму контроля;
  - полный контроль,
  - сплошной контроль,
  - выборочный контроль.
- по отношению к времени реализации контролируемых решений и действий;
  - предварительный контроль,
  - текущий контроль:
    - поэтапный контроль,
    - периодический контроль,
    - контроль по случайной выборке[5],

  - последующий (итоговый) контроль.

### Контроль в обществе
- Социальный контроль — система методов и стратегий, с помощью которых общество направляет поведение индивидов.
  - Контроль сознания — применение манипулятивных методов при попытке изменить мышление или поведение человека помимо его воли.
- Государственный контроль — надзор со стороны уполномоченных государственных органов. Проводится с целью соблюдения законности, а также с целью обеспечения реального выполнения решений исполнительных органов.
  - Конституционный контроль — вид правоохранительной деятельности, заключающийся в проверке соответствия законов и иных нормативных актов конституции государства.
  - Валютный контроль — надзор государственных органов за соблюдением законодательства при осуществлении валютных операций.
  - Таможенный контроль — совокупность мер, осуществляемых таможенными органами в целях обеспечения соблюдения таможенного законодательства.
  - Иммиграционный контроль — комплекс мер по регулированию миграции иностранных граждан и лиц без гражданства.
  - Санитарно-эпидемиологический контроль — деятельность уполномоченных органов по обнаружению нарушений санитарных требований, направленная на предупреждения заболеваний людей, животных и растений.
  - Государственный финансовый контроль — система действий государственных контрольных органов, обязанностями которых является выявление нарушений в процессе управления государственными финансовыми ресурсами.
- Гражданский контроль — деятельность, осуществляемая неправительственными объединениями и отдельными людьми, направленная на выявление и пресечение нарушений прав и свобод человека.
- Финансовый контроль — проверка финансовых и связанных с ними вопросов деятельности хозяйствующих субъектов.
  - Внутренний контроль — процесс, осуществляемый органом управления организации.
  - Рабочий контроль — контроль, осуществляемый рабочими над производством и распределением продуктов и связанными с ними процессами.
  - Комплаенс-контроль — внутренний контроль за соответствием деятельности кредитной организации на финансовых рынках законодательству.
- Контроль в процессе обучения — процесс определения уровня знаний, умений и навыков обучаемого в результате выполнения им устных и письменных заданий.
- Научный контроль — дополнительный эксперимент, проводимый в целях определения и учёта воздействия на изучаемое явления со стороны экспериментатора.
- Родительский контроль — комплекс правил и мер по предотвращению негативного воздействия сети Интернет и компьютера на ребёнка.
- Врачебный контроль — комплексная программа медицинского наблюдения за лицами, занимающимися физкультурой и спортом.
  - Допинг-контроль — проверка, направленная на выявление применения спортсменом допинга.

### Контроль в технике
- Технический контроль — контроль соответствия производимой продукции установленным требованиям.
  - Неразрушающий контроль — наблюдение свойств и параметров изделий, при котором не должна быть нарушена их целостность и пригодность к дальнейшей эксплуатации.
    - Ультразвуковой контроль — наблюдение свойств и параметров изделий при помощи ультразвука.
- Комплексный технический контроль — контроль за состоянием функционирования своих радиоэлектронных средств и их защиты от технических средств разведки противника.
- Дозиметрический контроль — система мероприятий по контролю за соблюдением норм радиационной безопасности и основных санитарных правил работы с источниками ионизирующих излучений.
- Электронный контроль устойчивости — система безопасности автомобиля, позволяющая предотвратить занос.
- Круиз-контроль — устройство, поддерживающее постоянную скорость автомобиля.
- Средство контроля

### Контроль в спорте
- Страховка — совокупность действий, предупреждающих несчастные случаи при работе на потенциально опасных участках
- Самостраховка — элемент индивидуального снаряжения, обеспечивающий личную страховку. Должна обладать свойствами: быть надёжной, точка закрепления должна быть досягаемой, крепления под наблюдением, поглощать фактор рывка при предполагаемом срыве и падении
- Контрольный узел — вспомогательный узел, который предотвращает возможное развязывание основного узла при переменной нагрузке. Контрольный узел завязывают вплотную к основному